# Heposelkä (sjö)
Heposelkä är en sjö i Finland. Den ligger i S:t Michel i landskapet Södra Savolax, i den södra delen av landet, 200 km nordost om huvudstaden Helsingfors. Heposelkä ligger 108 meter över havet. I omgivningarna runt Heposelkä växer i huvudsak blandskog.